# Юніон (округ, Теннессі)
Шаблон:StateAbbr_ 36°17′ пн. ш. 83°50′ зх. д. / 36.28° пн. ш. 83.84° зх. д.
Округ  Юніон (англ. Union County) — округ (графство) у штаті  Теннессі, США. Ідентифікатор округу 47173.

## Історія
Округ утворений 1850 року.

## Демографія
За даними перепису 2000 року загальне населення округу становило 17808 осіб, усе сільське. Серед мешканців округу чоловіків було 8850, а жінок — 8958. В окрузі було 6742 домогосподарства, 5194 родин, які мешкали в 7916 будинках. Середній розмір родини становив 2,99.
Віковий розподіл населення поданий у таблиці:
| Стать    | До 15 років | 15-21 | 22-29 | 30-39 | 40-49 | 50-65 | 65-85 | Понад 85 |
| -------- | ----------- | ----- | ----- | ----- | ----- | ----- | ----- | -------- |
| Чоловіки | 1939        | 881   | 877   | 1464  | 1364  | 1502  | 773   | 50       |
| Жінки    | 1854        | 827   | 899   | 1451  | 1335  | 1487  | 970   | 135      |

## Суміжні округи
- Клейборн — північ
- Ґрейнджер — схід
- Нокс — південь
- Андерсон — південний захід
- Кемпбелл — північний захід

## Виноски
1. ↑  U.S. Decennial Census. United States Census Bureau. Процитовано 14 квітня 2015.
2. ↑  Historical Census Browser. University of Virginia Library. Архів оригіналу за 11 серпня 2012. Процитовано 14 квітня 2015.
3. ↑  Forstall, Richard L., ред. (27 березня 1995). Population of Counties by Decennial Census: 1900 to 1990. United States Census Bureau. Процитовано 14 квітня 2015.
4. ↑  Census 2000 PHC-T-4. Ranking Tables for Counties: 1990 and 2000 (PDF). United States Census Bureau. 2 квітня 2001. Процитовано 14 квітня 2015.
5. ↑  State & County QuickFacts. United States Census Bureau. Архів оригіналу за 7 червня 2011. Процитовано 7 грудня 2013. [Архівовано 2011-06-07 у Wayback Machine.](англ.) Наведено за англійською вікіпедією.
6. ↑  American FactFinder. Бюро перепису населення США. Архів оригіналу за 26 лютого 2012. Процитовано 31 січня 2008. [Архівовано 2008-05-21 у Wayback Machine.]

| США | Це незавершена стаття з географії США. Ви можете допомогти проєкту, виправивши або дописавши її. |